# 嘉当陨石坑
嘉当陨石坑（Cartan）是月球正面位于成功湾北岸的一座小撞击坑，其名称取自法国数学家埃利·约瑟夫·嘉当（1869年-1951年），1976年被国际天文学联合会正式批准接受。

## 描述

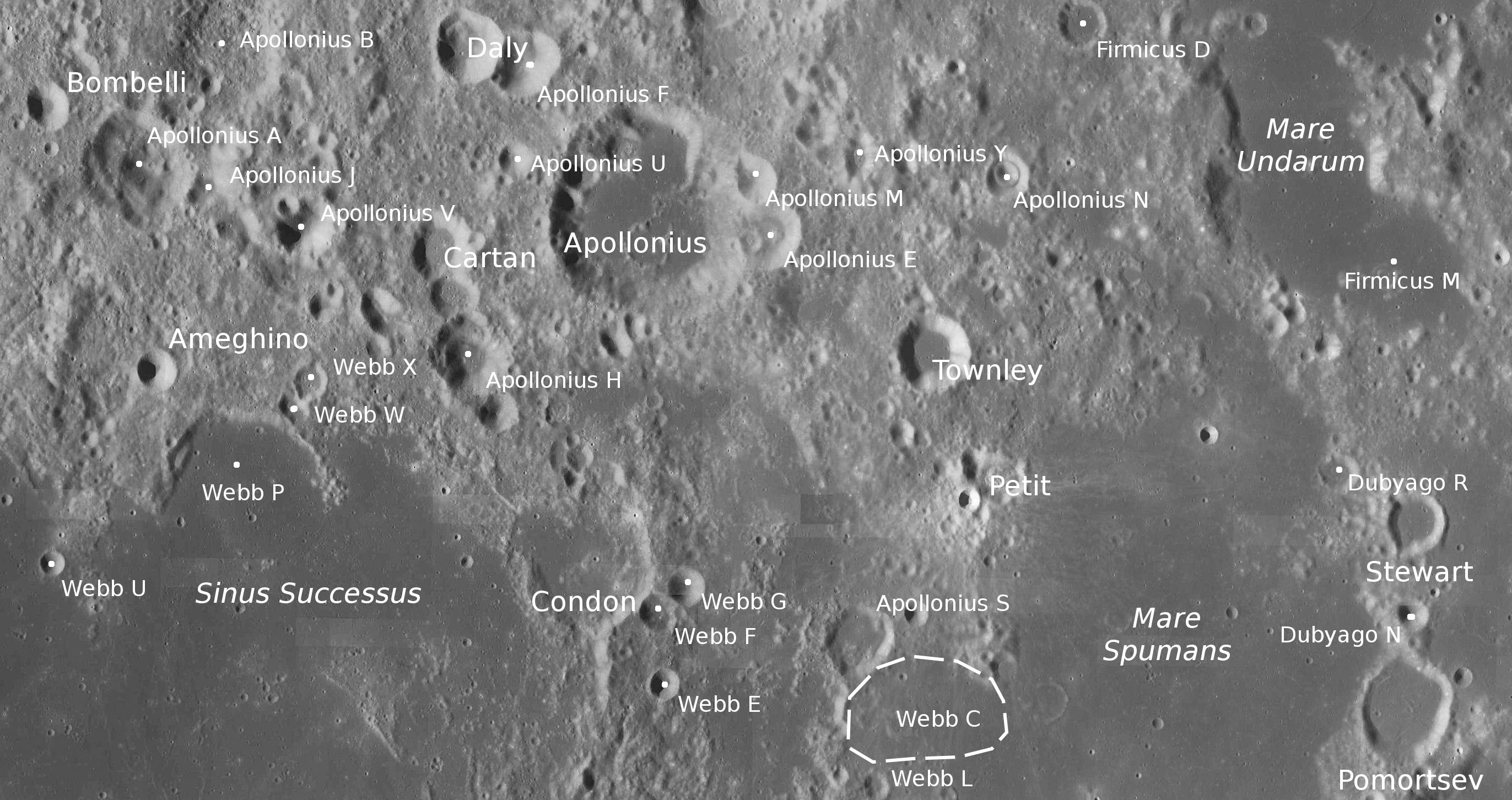
嘉当陨石坑陨石坑周边图，月球勘测轨道飞行器拍摄。

该陨坑西北偏西毗邻邦贝利陨石坑；北面靠近戴里陨石坑；阿波罗尼奥斯陨石坑位于它的东侧；东南偏南及西南分别坐落着康登陨石坑和阿米希诺陨石坑。嘉当陨石坑东北濒临长存湖，东面和东南远眺浪海和泡沫海，向南40公里则是成功湾和丰富海。
该陨坑的中心月面坐标为4°14′N 59°17′E / 4.24°N 59.29°E，直径15.62公里，深度约2.508公里。
嘉当陨石坑外观大致圆形，南北向略长，东侧壁覆盖了一座直径4公里的月坑，而南侧一座小撞击坑将它与卫星坑阿波罗尼奥斯 H连成一体，三者组成了一串伸向康登陨石坑西北偏北的短链坑。嘉当陨坑坑壁平均高边地形560米。杯状的坑底相对平坦，直径约为坑沿的一半，除散布有一些细小的陨坑外，地表没有其它的典型结构。坑底与壁顶间的落差东侧为2公里，西侧是1.5公里。
基于陨石坑数量的一种推论认为，该地区包括嘉当陨石坑在内的一些撞击坑，是危海盆地创建时形成的次生坑链。因此，其形成时间约属于酒海纪或更早的前酒海纪。
在1976年国际天文学联合会重新更名前，该陨坑曾被指名为卫星坑阿波罗尼奥斯 D。

## 另请参阅
- Andersson, L. E.; Whitaker, E. A. . NASA RP-1097. 1982.
- Blue, Jennifer. . USGS. July 25, 2007  [2007-08-05]. （原始内容存档于2018-12-25）.
- Bussey, B.; Spudis, P. . New York: Cambridge University Press. 2004. ISBN 978-0-521-81528-4.
- Cocks, Elijah E.; Cocks, Josiah C. . Tudor Publishers. 1995. ISBN 978-0-936389-27-1.
- McDowell, Jonathan. . Jonathan's Space Report. July 15, 2007  [2007-10-24]. （原始内容存档于2018-12-25）.
- Menzel, D. H.; Minnaert, M.; Levin, B.; Dollfus, A.; Bell, B. . Space Science Reviews. 1971, 12 (2): 136–186. Bibcode:1971SSRv...12..136M. doi:10.1007/BF00171763.
- Moore, Patrick. . Sterling Publishing Co. 2001. ISBN 978-0-304-35469-6.
- Price, Fred W. . Cambridge University Press. 1988. ISBN 978-0-521-33500-3.
- Rükl, Antonín. . Kalmbach Books. 1990. ISBN 978-0-913135-17-4.
- Webb, Rev. T. W.  6th revised. Dover. 1962. ISBN 978-0-486-20917-3.
- Whitaker, Ewen A. . Cambridge University Press. 1999. ISBN 978-0-521-62248-6.
- Wlasuk, Peter T. . Springer. 2000. ISBN 978-1-85233-193-1.